# Dysgonia latifascia
Dysgonia latifascia is een vlinder uit de familie spinneruilen (Erebidae). De wetenschappelijke naam is voor het eerst geldig gepubliceerd in 1888 door Warren.
De soort komt voor in tropisch Afrika.